# Domingo Portefaix y Páez
Domingo Portefaix y Páez (Còrdova, Andalusia, 4 d'agost de 1808 - setembre de 1883) fou un militar, polític i escriptor espanyol. Fou coronel de l'Exèrcit espanyol i comandant de carrabiners, governador civil de les províncies de Girona, Huelva i Castelló i alcalde de Barcelona entre febrer de 1848 i gener de 1849. Fou nomenat cavaller de l'Orde de San Fernando, Comendador d'Isabel la Catòlica i Cavaller de Carles III. És autor d'un Manual para la instrucción y gobierno del cuerpo de carabineros (1844), del que el 1866 en cedí un exemplar al Círculo de la Amistad, Liceo Artístico y Literario.